# Ramularia calcea
Ramularia calcea är en svampart som först beskrevs av Jean Baptiste Desmazières, och fick sitt nu gällande namn av Vincenzo de Cesati 1852. Ramularia calcea ingår i släktet Ramularia och familjen Mycosphaerellaceae.   Inga underarter finns listade i Catalogue of Life.